# Мотель Дестино
«Мотель Дестино» или «Мотель „Судьба“» — художественный фильм бразильского режиссёра Карима Айнуза с Фабио Асунсаном,  Натали Роша и Яго Ксавье в главных ролях. Премьера картины состоялась в мае 2024 года на Каннском кинофестивале, в рамках основной программы.

## Сюжет
В центре сюжета — история любви молодого человека и девушки, оказавшейся в ловушке брака с бывшим полицейским, а ныне владельцем скромного мотеля, именуемого «Дестино».

## В ролях
- Фабио Асунсан — Элиас
- Натали Роша — Даяна
- Яго Ксавье — Эральдо

## Релиз и восприятие
Премьера фильма состоялась в мае 2024 года на Каннском кинофестивале. «Мотель „Судьба“» включён в основную программу.
Компания Pandora Films выпустит фильм в прокат в Бразилии, Tandem Films займётся дистрибуцией во Франции, Brouhaha/Written Rock — в Великобритании, а The Match Factory — в других странах мира. 
На Rotten Tomatoes фильм имеет рейтинг одобрения 82% на основе 11 рецензий со средней оценкой 6,4/10. На Metacritic он получил средневзвешенную оценку 73 из 100 на основе 6 рецензий критиков, что указывает на «в целом благоприятные» отзывы.